# Perdita imberbis
Perdita imberbis är en biart som beskrevs av Timberlake 1968. Perdita imberbis ingår i släktet Perdita och familjen grävbin. Inga underarter finns listade i Catalogue of Life.